# Lynden (Waszyngton)
Lynden – miasto w Stanach Zjednoczonych, w stanie Waszyngton, w hrabstwie Whatcom.